# Ignacio Bayón
Ignacio Bayón Mariné (Madrid, 14 de febrero de 1944-La Rioja, 3 de mayo de 2024) fue un ejecutivo, político y letrado español.

## Biografía
Fue licenciado y doctor en Derecho por la Universidad Complutense de Madrid y letrado del Consejo de Estado y de las Cortes, fue nombrado subsecretario de Vivienda en 1975. Desempeñó el cargo de ministro de Industria y Energía entre 1980 y 1982, bajo los gobiernos de Adolfo Suárez y Leopoldo Calvo-Sotelo. Fue miembro de los consejos de administración de diversas empresas, ejerció la presidencia de Renfe, de Espasa Calpe, de Grucycsa, de Osma y de Realia.